# Vĩnh Yên
Vĩnh Yên is een stad in Vietnam en is de hoofdplaats van de provincie Vĩnh Phúc. Vĩnh Yên telt naar schatting 18.000 inwoners.